# Kornelin
Kornelin [pronunciación en polaco: /kɔrˈnɛlin/] es una aldea en el distrito administrativo de Gmina Lututów, dentro del condado de Wieruszów, voivodato de Łódź, en el centro de Polonia. Se encuentra a unos 2 kilómetros al noreste de Lututów, 24 kilómetros al este de Wieruszów, y 83 kilómetros suroeste de la capital regional Łódź.